# Microregione di Estância
Estância è una microregione dello Stato del Sergipe in Brasile appartenente alla mesoregione del Leste Sergipano.

## Comuni
Comprende 4 comuni:
- Estância
- Indiaroba
- Itaporanga d'Ajuda
- Santa Luzia do Itanhy